# Jazon z Feraj
Jazon (Iason) z Fer (Feraj) (zm. 370 p.n.e.) – tesalski polityk wywodzący się z potężnej rodziny władającej Ferami, tyran tego bogatego miasta, które stanowiło zaplecze dla jego działalności politycznej rozpoczętej w 379 p.n.e.
Syn poprzedniego tyrana Fer – Likofrona. Został wybrany tagosem Związku Tesalskiego na to dawne stanowisko o charakterze militarnym, które sam przywrócił dla celów osobistych. Dążył do zjednoczenia politycznego całej Tesalii, działając ostrożnie jako świadomy konieczności porozumienia z innymi poleis krainy. Zginął w wyniku zamachu w 370 p.n.e.
Według Ksenofonta dysponował ogromnymi jak na ówczesne warunki w Grecji siłami zbrojnymi – mógł liczyć na 6 tys. jazdy (Tesalia słynęła z najlepszej w Grecji ciężkiej konnicy), 10 tys. hoplitów, oraz licznych peltastów. Po objęciu stanowiska tagosa jego oddziały miały się powiększyć do 8 tysięcy jazdy i 20 tysięcy hoplitów. W armii Jazona służyli obywatele poleis (na pewno w konnicy), ale wielu było też najemników (część hoplitów i peltaści). Taka siła sprawiała, że Jazon, a tym samym Tesalia, stali się ważnym graczem na greckiej scenie politycznej, co wywołało wrogość Teb (kierujących Związkiem Beockim) i Aten; trudno jednak ocenić czy zagrożenie ze strony tagosa było realne. W obliczu zwycięstwa Teb nad Spartą pod Leuktrami Jazon pozostał neutralny, nie uchroniło to jednak Tesalii przed ograniczoną interwencją Beotów w jej sprawy wewnętrzne. Tyran Fer większe sukcesy odnosił na froncie północnym – udało mu się przejściowo opanować część południowej Macedonii – Perrajbię, i podyktować warunki pokoju królowi Amyntasowi.
Jazon doskonalił sposoby walki z użyciem konnicy. Zdaniem Eliana Taktyka (początek II w. n.e.) jako pierwszy stosował atak jazdy w formacji rombu, chociaż taktyka ta mogła być znana w Tesalii już wcześniej.